# Ainett Stephens
Ainett Stephens (sinh ngày 28 tháng 1 năm 1982 tại Ciudad Guayana) là một người mẫu và nhân vật truyền hình người Venezuela.

## Tiểu sử
Năm 2000, cô nằm trong số 10 người vào bán kết cuộc thi sắc đẹp Hoa hậu Venezuela và sau đó đặt lịch, những lợi ích đã mang đến cho người dân của Rừng mưa nhiệt đới Amazon. Sau khi bắt đầu sự nghiệp với tư cách là một người mẫu đồ lót ở Nam Mỹ, cô đến Ý năm 2004. Năm 2005, cô đã làm một cuốn lịch khỏa thân  cho tạp chí đàn ông Fox Uomo (của năm 2006). Cô đã tổ chức 3 mùa (2005, 2006 và 2007) của Real TV (Ý), được phát sóng bởi Italia 1. Năm 2006 cô đóng  vai Black Cat trong bài kiểm tra buổi tối sớm Mercante trong fiera, được tổ chức bởi Pino Insegno trên Italia 1, và trong cùng thời gian đó, cô lại tạo dáng cho lịch khỏa thân  cho tạp chí thể thao Controcampo  (năm 2007). Năm 2007 Stephens dẫn đầu, với Daniele Bossari, bài kiểm tra truyền hình Azzardo được phát sóng bởi Italia 1.. Năm 2008, cô đã tổ chức cùng với Taiyo Yamanouchi, mùa thứ ba của chương trình hài kịch của Rai 3 La tintoria. Stephens tham gia vào dàn diễn viên của Saturday Night Live from Milano năm 2011. Cô đã dẫn dắt Rai 3 phiên bản (2007-2009) của Liên hoan xiếc quốc tế Monte-Carlo.
Đầu năm 2011, Stephens xuất hiện lần đầu với tư cách là nữ diễn viên cho điện ảnh đọc thuộc  trong Amici miei - Come tutto ebbe inizio, một bộ phim của đạo diễn Neri Parenti. Vào tháng 5 năm 2014, Stephens đã tham gia, với tư cách là một chuyên gia và showgirl, cùng với diễn viên, cùng với Chiara Nasti và Sofia Valleri, của Siêu thị Chiambretti, một chương trình đêm muộn được tổ chức trên Italia 1 bởi Piero Chiambretti.

### Cuộc sống cá nhân
Sau 9 năm đính hôn, Ainett Stephens vào ngày 3 tháng 9 năm 2015  kết hôn với Nicola Radici, một doanh nhân người Ý; vào ngày 27 tháng 10 năm 2015  Christopher Radici, con đầu lòng của cặp vợ chồng, chào đời.

## Sự nghiệp

### Vô tuyến
- Real TV (Ý) (Italia 1, 2005-2007)
- Mercante in fiera (Italia 1, 2006)
- Azzardo (Italia 1, 2007)
- Festival internazionale del circo di Monte Carlo (Rai 3, 2007-2009)
- La tintoria (Rai 3, 2008)
- Saturday Night Live from Milano (Italia 1, 2011)
- Chiambretti Supermarket (Italia 1, 2014)

### Rạp chiếu bóng
- Amici miei - Come tutto ebbe inizio, đạo diên Neri Parenti (2011)